# Angel of Retribution
Angel of Retribution är ett musikalbum utgivet av Judas Priest den 1 mars 2005. Albumet är bandets femtonde studioalbum. Rob Halford, som lämnade gruppen 1992, hanterar återigen sångmikrofonen.

## Låtförteckning
Alla låtar är komponerade av Rob Halford, K.K. Downing och Glenn Tipton där inget annat anges.
1. "Judas Rising" – 3:52
2. "Deal With The Devil" (Halford, Downing, Tipton, Roy Z) – 3:54
3. "Revolution" – 4:42
4. "Worth Fighting For" – 4:17
5. "Demonizer" – 4:35
6. "Wheels Of Fire" – 3:41
7. "Angel" – 4:23
8. "Hellrider" – 6:06
9. "Eulogy" – 2:54
10. "Lochness" – 13:28

## Bandmedlemmar
- Rob Halford – sång
- Glenn Tipton – gitarr
- K.K. Downing – gitarr
- Ian Hill – elbas
- Scott Travis – trummor